# Libuše
Libuše (češko Libuše) je legendarna oseba iz češke zgodovine, češka kneginja in žena Přemysla Orača. Zgodba o Libuši in Přemyslu je zapisana v Kozmovi kroniki iz začetka 12. stoletja.
Libuše naj bi bila najmlajša hči (prav tako mitskega) vojvode Kroka, njeni starejši sestri pa sta bili Kazi in Teta. Kazi je po legendi imela zdraviteljske sposobnosti, Teta je govorila z duhovi, Libuše pa je znala napovedovati prihodnost. Na željo svojega očeta je najmlajša hči postala njegova naslednica, kneginja in presojevalka v sporih. Čeprav je vladala pravično in modro, so se možje norčevali iz njene mehkosti in subtilnosti. Za moža si je izbrala Přemysla Orača iz Stadic. Svojim nasprotnikom je naročila:  Vaš bodoči knez orje z dvema voloma. Če vam je ljubo, vzemite konje, ogrinjalo in plašč in pojdite temu možu izročiti moj ukaz in ukaz ljudstva, ter pripeljite sebi kneza, meni pa moža. Temu možu je ime Přemysl. Njegovo potomstvo bo tej deželi vladalo na vekov veke...
V njunem zakonu so se rodili otroci Nezamysl, Radobýl in Lidomíra.
Libuše naj bi tudi napovedala ustanovitev Prage z njenega gradu Libušína (po poznejših legendah naj bi šlo za Vyšehrad). Nekega dne, ko je stala s Přemyslom na svojem dvoru in opazovala okolico, se ji je stemnilo pred očmi in razkrila se ji je slika iz prihodnosti:
Tako daleč, do koder se pride v enem dnevu, je v gozdu mesto, ki je preklano z uvalami. Na južni strani je visoka gora in ta se spušča proti veliki reki. Ko boste prišli tja, boste našli može, kako iz lesa pripravljajo prag. Po tem pragu poimenujte ta kraj Praga. In kakor se knezi in ljudje, močni kot levi, sklanjajo pred vrati, da bi se z glavo ne zaleteli v obok, tako močan bo tudi grad, ki se tam postavi. Tudi njemu se bodo klanjali kralji. Ta grad bo prvi in največji v naši deželi in vsi ostali gradovi mu bodo podložni, zakaj tam bo sedež kraljev. In mesto, razprostrto okoli tega gradu bo slava našega naroda. Vidim veliko mesto, katerega slava se bo dotikala zvezd.
Přemysl je ukazal poslom, naj odidejo do kraja, ki ga je opisala Libuše. Posli so tam srečali može, ki so tesali prag. Přemysl je dal na tem mestu postaviti grad, bodoči sedež kraljevskega rodu Přemyslidov. Kraja, ki jih je Libuše opisovala, sta bila grič Petřín in reka Vltava. Po smrti Libuše se je poslabšal položaj čeških žena, kar je privedlo do začetka Dekliške vojne.